# 巴东荚蒾
巴东荚蒾（学名：Viburnum henryi）是五福花科荚蒾属的植物，是中国的特有植物。分布于中国大陆的福建、陕西、贵州、浙江、江西、四川、广西、湖北等地，生长于海拔900米至2,600米的地区，多生长于山谷密林中和湿润草草坡上，目前尚未由人工引种栽培。